# Vicente Montalbá
Vicente Montalbá (Valencia, 1969) es un dibujante y diseñador gráfico español.
En 2015 se publicó el cómic Carroñero, editado por La Cúpula, guionizado por Ricardo Vilbor y dibujado por él. La historia se caracteriza por estar llena de sarcasmos, tener un mensaje político y estar ambientado en un mundo de fantasía medieval al estilo de espada y brujería. El dibujo sigue el estilo de Robert Crumb.